# Мурат Балтић
Мурат Балтић (Сјеница, 1952) је српски књижевник и судија бошњачког порекла. Радио је 21 годину као судија, али је због притисака политичких неистомишљеника био приморан да 1999. године напусти Србију. Члан је Савеза писаца Немачке, а дела су му поред немачког превођена и на руски, турски, италијански, мађарски, румунски и пољски језик. Добитник је књижевних награда Перо Ћамила Сијарића, за развој бошњачког романа и укупног књижевног стваралаштва Санџака и Мирослав Дерета за роман Сазвјежђе пет кућа.

## Књижевни рад
- Вечера (1983)
- Кукуријек у грлу (1985)
- Проник - приповетке (1989)
- Дуварине (1991)
- Фетва (1994) забрањиван од стране политичког режима деведесетих[6][7]
- Уранијумска браћа (2014) ужи избор за НИН-ову награду (уврштен у 30 најбољих књига на немачком говорном подручју)
- Кофер (2017) ужи избор за награду  Мирослав Дерета
- Сазвјежђе пет кућа (2020) Књижевна награда Мирослав Дерета
- Онај наш Зоран Богнар (2022)